# Лемма Накаямы
Лемма Накаямы — важная техническая лемма в коммутативной алгебре и алгебраической геометрии, следствие правила Крамера. Названа именем Тадаси Накаямы.

## Формулировки
Она имеет множество эквивалентных формулировок. Вот одна из них:
| Пусть R — коммутативное кольцо с единицей 1, I — идеал в R, а M — конечнопорождённый модуль над кольцом R. Если IM = M, тогда существует a ∈ I такой, что для всякого m ∈ M am = m. |

Доказательство леммы. Пусть {\displaystyle m_{1},m_{2},...,m_{n}} — образующие модуля M. Так как M = IM, каждый из них представим в виде
{\displaystyle m_{i}=a_{i1}m_{1}+a_{i2}m_{2}+\dots +a_{in}m_{n}}, где {\displaystyle a_{ij}} — элементы идеала I. То есть {\displaystyle \sum \limits _{j}(\delta _{ij}-a_{ij})m_{j}=0} (где {\displaystyle \delta _{ij}} - символ Кронекера) .
Из формулы Крамера для этой системы следует, что при всяком j
{\displaystyle \operatorname {det} (\delta _{ij}-a_{ij})\cdot m_{j}=0}.
Так как {\displaystyle \operatorname {det} (\delta _{ij}-a_{ij})} представим в виде 1 − a, a из I, лемма доказана.
Следующее следствие из доказанного утверждения также известно как лемма Накаямы:
Следствие 1: Если в условиях леммы идеал I обладает свойством, что для каждого его элемента a элемент 1 − a обратим (например, это так, если I содержится в радикале Джекобсона), необходимо должно быть M = 0.
Доказательство. Существует элемент a идеала I, такой что aM = M, следовательно, (1 − a)M = 0, домножая слева на элемент, обратный к 1 − a, получаем, что M = 0.

## Применение к модулям над локальными кольцами
Пусть R — локальное кольцо, {\displaystyle {\mathfrak {m}}} — максимальный идеал в R, M — конечнопорождённый R-модуль, и {\displaystyle \phi :M\to M/{\mathfrak {m}}M} — гомоморфизм факторизации. Лемма Накаямы даёт удобное средство для перехода от модуля M над локальным кольцом R к фактормодулю {\displaystyle M/{\mathfrak {m}}M}, которое есть конечномерное векторное пространство над полем {\displaystyle R/{\mathfrak {m}}}. Следующее утверждение также считается одной из форм леммы Накаямы, применительно к этому случаю:
| Элементы {\displaystyle m_{1},m_{2},...,m_{n}\in M} порождают модуль M тогда и только тогда, когда их образы {\displaystyle \phi (m_{1}),\phi (m_{2}),...,\phi (m_{n})} порождают фактормодуль {\displaystyle M/{\mathfrak {m}}M}. |

Доказательство. Пусть S — подмодуль в M, порождённый элементами {\displaystyle m_{1},m_{2},...,m_{n}}, Q = M/S — фактормодуль и {\displaystyle \pi :M\to Q} — гомоморфизм факторизации.
Так как {\displaystyle \phi (m_{1}),\phi (m_{2}),...,\phi (m_{n})} порождают фактормодуль {\displaystyle M/{\mathfrak {m}}M}, это означает, что для всякого {\displaystyle m\in M} существует {\displaystyle s\in S}, такой что {\displaystyle m-s\in {\mathfrak {m}}M}. Тогда {\displaystyle \pi (m)=\pi (m-s)\in {\mathfrak {m}}Q}. Поскольку {\displaystyle \pi } сюръективно, это означает, что {\displaystyle Q={\mathfrak {m}}Q}. По лемме Накаямы (точнее, согласно Следствию 1) Q=0, то есть S=M.
Имеется ещё один вариант леммы Накаямы для модулей над локальными кольцами:
| Пусть {\displaystyle \phi :\,M\to N} — гомоморфизм конечнопорождённых R-модулей. Он индуцирует гомоморфизм фактормодулей {\displaystyle \phi _{0}:\,M/{\mathfrak {m}}M\to N/{\mathfrak {m}}N}. Эти гомоморфизмы сюръективны или не сюръективны одновременно. |

На основе этой формы леммы Накаямы выводится следующая важная теорема:
| Всякий (конечнопорождённый) проективный модуль над локальным кольцом свободен. |